# 雪峰镇 (明溪县)
雪峰镇是中国福建省三明市明溪县下辖的一个镇。

## 行政区划
雪峰镇共辖6个居委会、2个行政村，分别是：
城东居委会、城西居委会、城南居委会、城北居委会、中山居委会、紫岭居委会、城东村、城西村。